# Deklaracja Niepodległości Republiki Mołdawii
Deklaracja Niepodległości Republiki Mołdawii – deklaracja niepodległości przyjęta przez mołdawski parlament 27 sierpnia 1991 roku. 
Po upadku puczu Janajewa w 1991 kolejne kraje wchodzące wcześniej w skład Związku Sowieckiego decydowały się na ogłoszenie niepodległości. 27 sierpnia do tego grona dołączyła Mołdawia. W dokumencie potępiono włączenie historycznej Bukowiny i Besarabii do Rosji w 1812 oraz wezwano do likwidacji następstw paktu Ribbentrop-Mołotow, w wyniku których w 1940 rozpoczęła się sowiecka okupacja Besarabii i północnej Bukowiny. Wskazuje się, że takie sformułowanie oznaczało gotowość do ponownego włączenia terytorium Republiki Mołdawii w skład Rumunii.
W 2013 Sąd Konstytucyjny orzekł, że Deklaracja Niepodległości stanowi integralną część Konstytucji, a w razie rozbieżności między Deklaracją a Konstytucją obowiązuje prymat Deklaracji.